# Filialkirche Waldenstein

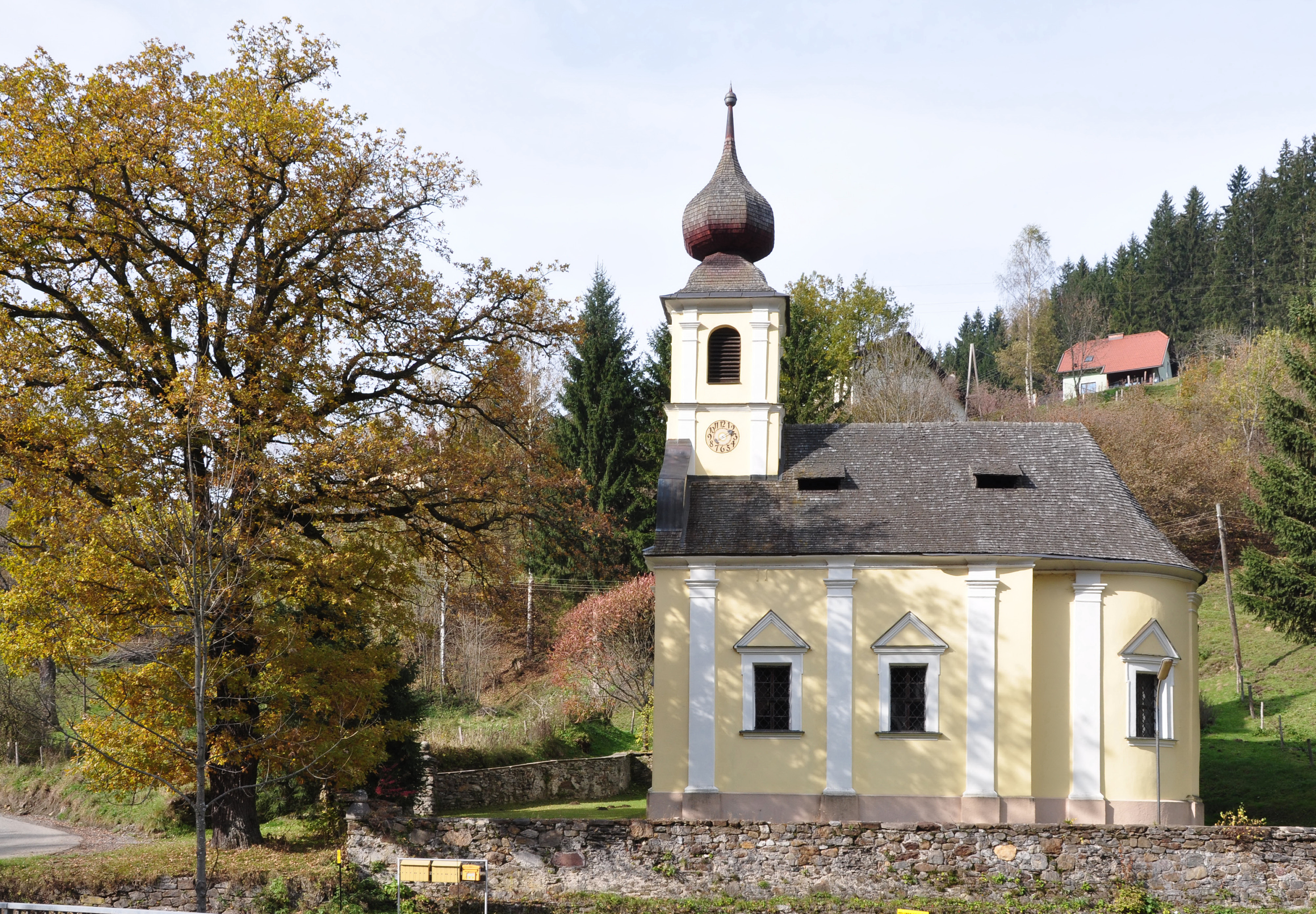
Filialkirche Waldenstein

Die römisch-katholische Filialkirche Waldenstein, eine Filiale von Preitenegg ist dem heiligen Johannes Nepomuk geweiht. Sie steht gegenüber von Schloss Waldenstein in der Gemeinde Preitenegg. Die Kapelle steht unter Denkmalschutz (Listeneintrag).
Die Kirche wurde 1752 durch Reichsgraf Rudolf Franz Erwein von Schönborn errichtet. Über dem barocken Bau mit Pilastergliederung erhebt sich ein Giebelreiter mit Holzschindel gedecktem Zwiebelhelm. Die Glocke goss 1755 Martin Feltl. Die Fenster und das Westportal werden von Spitzgiebeln bekrönt.
Der leicht eingezogene Chor hat außen einen runden und innen einen polygonalen Schluss. Über dem zweijochigen Langhaus wölbt sich eine Flachtonne mit Stichkappen. Die Scheinarchitektur der Wand- und Deckenfresken wurde von Friedrich Freidenberger in volkstümlichen Formen des bayrischen Barocks und Rokokos gestaltet. Dargestellt ist unter anderem die Apotheose des Johannes Nepomuk.
Die plastische Ausstattung der Kirche stammt aus der Mitte des 18. Jahrhunderts von Balthasar Prandtstätter, gefasst von Johann Georg Raff.  
Die Reliefkartuschen in den Brüstungsfeldern der Kanzel zeigen die drei christlichen Tugenden. An der Kanzelrückwand sind Reliefs mit dem Heiligen Johannes Nepomuk und der Muttergottes mit Kind.